# Sjkola musjestva
Sjkola musjestva (russisk: Школа мужества, da.:  Modets skole) er en sovjetisk dramafilm fra 1954 produceret af Mosfilm og instrueret af Vladimir Basov og Mstislav Kortjagin. Filmen er baseret på Arkadij Gajdars roman Skole fra 1929. Det var den første gang Vladimir Basov og Mstislav Kortjagin (der kort efter optagelserne døde i et flystyrt) instruerede en film sammen.
Filmen rettede sig mod et ungt publikum og var blandt de mest sete i 1954 med 27,2 mio. solgte billetter..

## Handling
Filmen handler om en ung russisk studerende under 1. verdenskrig, Boris Golikov. Han er præget af tidens zaristiske patriotisme og bliver derfor oprørt, da han finder ud af, at faren er deserteret fra fronten. Men da faren arresteres og efterfølgende henrettes, og da Boris bliver præget af farens kammarat, der er bolsjevik, melder han sig til Den Røde Hær ved fronten ved Don.
Boris kommer til en deling ledet af Boris' tidligere lærer Semion Galka. Med delingen bryder han gennem Den hvide hærs linjer for at slutte sig til Den Røde Hærs hovedstyrke.

## Medvirkende
- Leonid Kharitonov som Boris
- Mark Bernes som Afansii Tjubuk
- Vladimir Jemeljanov som Guerilla Leadr
- Nikolaj Garin som Zhikharev
- Georgij Gumilevskij som Akim Rjabukha